# أوزفالدو لوكاس
أوزفالدو لوكاس (بالإسبانية: Osvaldo Lucas)‏ (28 مايو 1977 بتامبيكو في المكسيك - ) هو لاعب كرة قدم مكسيكي في مركز الدفاع. لعب مع أتلانتي إف سي ونادي تشياباس ونادي نيكاكسا وأتلاتيكو إيرابواتو ونادي كوريكامينوس ‏ وFK Standard Sumgayit ‏ وتامبيكو ماديرو.

## وصلات خارجية
- أوزفالدو لوكاس على موقع قاعدة بيانات كرة القدم.إي يو (الإنجليزية)
- أوزفالدو لوكاس على موقع Soccerway.com (الإنجليزية)